# شاه‌ماهی سگ‌دندان
شاه‌ماهی سگ‌دندان (نام علمی: Chirocentrodon bleekerianus) نام یک گونه از تیره شگ‌ماهیان است.